# Kristoffer Fabricius
Kristoffer Fabricius (født 7. august 1981) er en dansk skuespiller. 
Han fik for alvor sit gennembrud i rollen som Uffe, Hjørdis’ kæreste, i tv-serien "Rita".

## Filmografi

### Film
| År   | Titel      | Rolle          | Noter |
| ---- | ---------- | -------------- | ----- |
| 2015 | Idealisten | Ib, journalist |       |
| 2017 | Finale     | Benjamin       |       |

### TV-serier
| År        | Titel            | Rolle  | Noter        |
| --------- | ---------------- | ------ | ------------ |
| 2012-2020 | Rita             | Uffe   |              |
| 2016      | Den anden verden | Vagt 2 | Julekalender |